# دومينيك أرتيس
دومينيك جوردان أرتيس (مواليد 7 يوليو 1993) هو لاعب كرة سلة أمريكي يلعب في مركز لاعب هجوم خلفي في نادي شوليه باسكت.

## روابط خارجية
دومينيك أرتيس على موقع كرة السلة الأوروبية.كوم (الإنجليزية)
- دومينيك أرتيس على موقع كلية كرة السلة في سبورتس رفرنس.كوم (الإنجليزية)
- دومينيك أرتيس على موقع ريلجم (الإنجليزية)
- دومينيك أرتيس على موقع بروبوليرز (الإنجليزية)
- دومينيك أرتيس على موقع سبورتس رفرنس (الإنجليزية)